# Ride (serie televisiva)
Ride è una serie televisiva canadese ideata da Gill Girling e Lori Mather-Weltch.

## Episodi
| Stagione       | Episodi | Prima TV Canada | Prima TV Italia |
| -------------- | ------- | --------------- | --------------- |
| Prima stagione | 20      | 2016            | 2017            |